# Tot es mou
Tot es mou és un programa de televisió de sobretaula, produït i emès en directe per TV3, que presenta Helena Garcia Melero.
El programa tracta temes d'actualitat política, social i cultural, i també introdueix temes més distesos, prepara entrevistes, organitza debats i presenta seccions de col·laboradors habituals. Algunes cares conegudes del programa són o han estat Pilar Rahola, Carlos Enrique Bayo, Mireia Boya, Cristina Fallarás, Max Pradera, Elisa Beni, Antón Losada, Carme Ruscalleda, Juliana Canet, Elisenda Pineda i Dani Jiménez.
A principis de 2018 i amb l'objectiu de reduir costos, TV3 va decidir cancel·lar els formats similars de productora externa Tarda oberta, conduït per Vador Lladó i Ruth Jiménez, i A tota pantalla, el seu successor, presentat per Núria Roca. A canvi, van decidir crear Tot es mou com a magazín de tarda autoproduït, que es va estrenar el 5 de febrer de 2018. El primer programa fou líder d'audiència amb el 14,2% de quota de pantalla', superant el principal programa competidor en la mateixa franja (Sálvame, de Telecinco, 12,3%) i millorant les estrenes dels formats cancel·lats anteriorment (Tarda oberta s'estrenà amb un 5,7%).
En un canvi de graella, el 5 de setembre de 2022 el programa va passar a la franja del matí, de 10:30 h a 13:50 h, en l'horari que prèviament ocupava Planta baixa.